# دونالد ديفيد بويد
دونالد ديفيد بويد هو سياسي كندي، ولد في 29 يونيو 1883، وتوفي في 20 أغسطس 1956. حزبياً، نشط في الحزب الليبرالي في نوفا سكوشا ‏. وقد انتخب عضو مجلس نواب نوفا سكوتيا.